# リボヌクレアーゼIX
リボヌクレアーゼIX(Ribonuclease IX、EC 3.1.26.10)は、以下の化学反応を触媒する酵素である。
ポリ(U)またはポリ(C)をエンドヌクレアーゼ的に切断し、末端が3'-ヒドロキシ及び5'-リン酸である断片を生成する。
この酵素は、ポリ(U)及びポリ(C)に対して作用する。